# Daniel Persson (borgmästare)
Daniel Persson, född före 1622, död efter 1652, var en svensk guldsmed och borgmästare i Skänninge stad.

## Biografi
Persson var son till borgmästaren Per Jönsson i Skänninge stad. Persson blev omkrgin 1640 rådman i Skänninge. Persson blev borgmästare 29 maj 1650 i Skänninge. Han avsattes i april 1652.

## Familj
Persson gifte sig omkring 1641. De fick tillsammans barnen Karin (född 1647), Pär (född 1650) Anna (född 1654) Elin (född 1657), och Karin (född 1660).